# Ingvar Björk (politiker)
Ingvar Manne Alfred Björk, född 5 februari 1933 i Fosie församling i Malmö, död 4 augusti 2018 i Mjölby, var en svensk socialdemokratisk politiker, som mellan 1982 och 1994 var riksdagsledamot för Östergötlands läns valkrets.